# توماس فليتشير (سياسي أمريكي)
توماس فليتشير (بالإنجليزية: Thomas Fletcher)‏ هو سياسي أمريكي، ولد في 21 أكتوبر 1779 في مقاطعة ويستمورلاند في الولايات المتحدة، وتوفي في 1900. انتخب عضو مجلس النواب الأمريكي.